# Ryszard Skarbiński
Ryszard Skarbiński (ur. 28 lutego 1949 w Poznaniu) – polski żeglarz, przedsiębiorca, sędzia, działacz, olimpijczyk z Moskwy 1980.
Reprezentant klubu Posnania (w latach 1963-1966) i Jacht Klubu Wielkopolskiego (od roku 1966). Karierę sportową rozpoczynał od klasy Cadet. W latach 1966–1967 startował w klasie Latający Holender (partnerem był: Zygmunt Koszyca). Od roku 1967 rozpoczął starty w klasie Finn.
Jako junior wywalczył tytuł wicemistrza Europy w roku 1969.
Międzynarodowy Mistrz Węgier z Roku 1976. Zwycięzca regat Kieler Woche w roku 1977.
Mistrz Polski w roku 1978, wicemistrz z roku 1979 i brązowy medalista z roku 1975, 1977 i 1980. W roku 1980 wywalczył 3. miejsce w międzynarodowych mistrzostwach Szwecji.
Uczestnik w roku 1977 mistrzostw Europy podczas których zajął 9. miejsce, oraz mistrzostw świata w których zajął 28. miejsce.
Na igrzyskach w 1980 roku w Moskwie wystartował w klasie Finn zajmując 7. miejsce.
W roku 1989 wywalczył tytuł mistrza Europy Masters w klasie Finn.